# Herb Nowogrodu Bobrzańskiego
Herb Nowogrodu Bobrzańskiego – jeden z symboli miasta Nowogród Bobrzański i gminy Nowogród Bobrzański w postaci herbu.

## Wygląd i symbolika
Herb przedstawia na czerwonej tarczy kolisty, zamknięty srebrno-biały mur obronny z otwartą bramą, za którym widnieje srebrna budowla sakralna z niebieskim dachem i z trzema wieżami.